# Rauðavatn

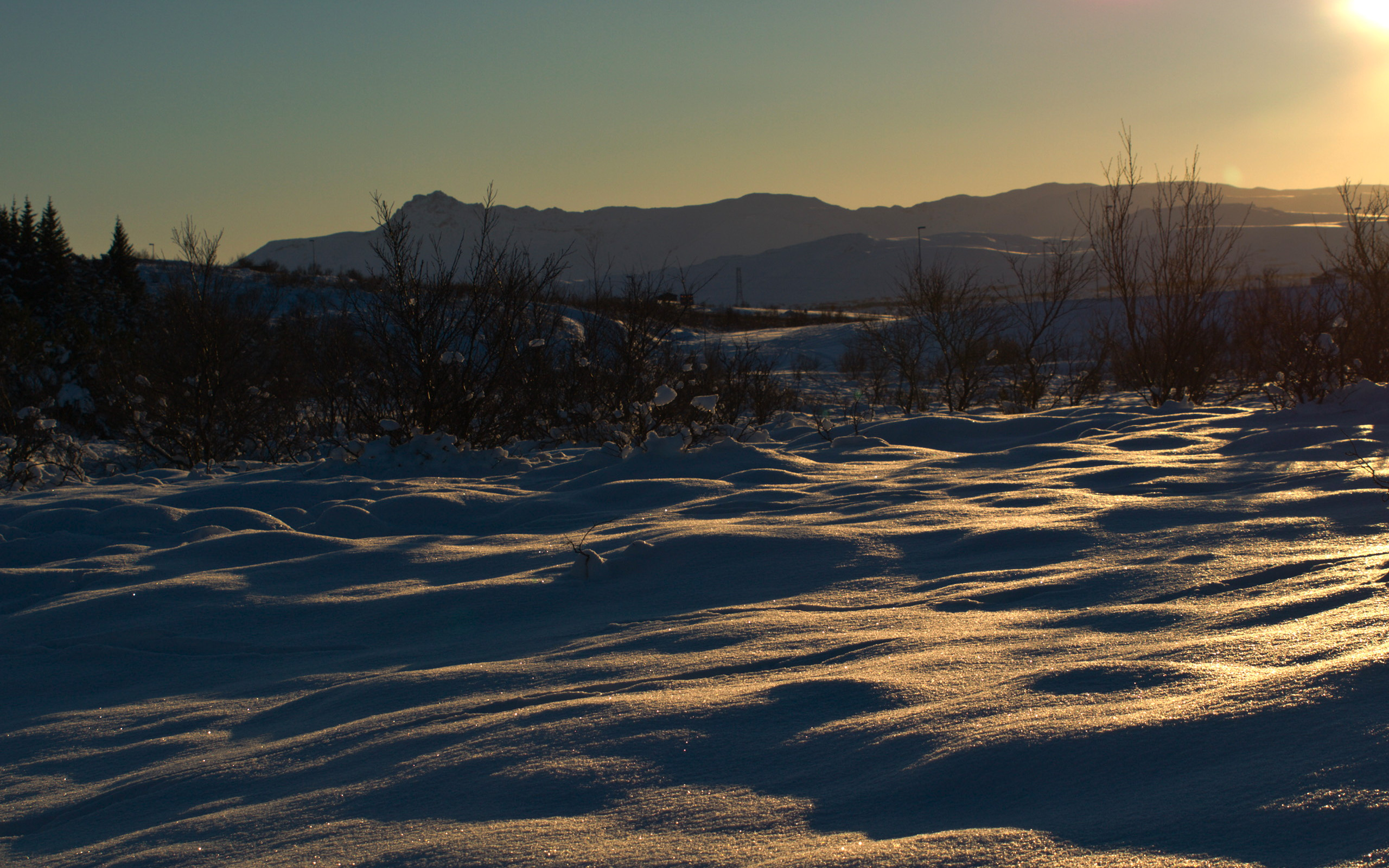
Le lac Rauðavatn, avec le Vífilsfell au fond.

Le lac Rauðavatn est un lac près de Reykjavik, au nord du lac Ellíðavatn. Le lac Rauðavatn était un haut lieu de la sylviculture islandaise au début du XXe siècle.